# Druzes
Les Druzes (en arabe : درزي durzī, pluriel دروز durūz) sont un groupe ethnoreligieux autochtone arabe du Proche-Orient professant une religion abrahamique proche de l'ismaélisme.
Ils sont principalement établis dans le sud du Liban, dans la partie centrale du Mont Liban, dans le sud de la Syrie (où ils occupent notamment la zone montagneuse du Hawran, connue sous le nom de djebel Druze), et dans le nord d'Israël, en Galilée.
Leur religion, le druzisme (ou unitarisme druze), repose notamment sur la vénération d'Al-Hakim bi-Amr Allah comme l'incarnation de Dieu. C'est une doctrine philosophique fondée sur l'initiation à la partie ésotérique de la religion musulmane. 
Elle est considérée comme ayant été initialement une école de l'ismaélisme. C'est ensuite la volonté de s'en démarquer, notamment par l'abandon de certains préceptes islamiques et l'intégration de notions philosophiques pythagoriciennes, néoplatoniciennes, bouddhistes, ou encore hindouistes, qui l'a transformée en religion à part. L'appartenance du druzisme à l'islam est polémique, y compris parmi les Druzes.
Leur interprétation des textes qu'ils considèrent comme sacrés est secrète et n’est révélée aux fidèles qu’après divers degrés d’initiation. Elle s’appuie sur une croyance en la réincarnation directement inspirée des philosophies grecques antiques et indiennes et de certains versets du Coran qui sont interprétés comme allant dans le sens de la métempsycose.
Les liturgies druzes sont réservées à ceux des druzes qui souhaitent vouer leur vie à leur religion. Eux seuls détiennent le droit de lire leur livre sacré principal, nommé Kitab al Hekma (Les Épîtres de la sagesse). Ils acquièrent le qualificatif de cheikh (sage). Les Druzes n'ayant pas suivi le chemin initiatique n'ont pas accès aux livres sacrés. Des lieux de culte se trouvent dans les régions historiquement peuplées par des druzes, dans les montagnes du Liban, du sud de la Syrie, et du nord d'Israël. Ces lieux, appelés Maqâm, sont proscrits aux personnes non druzes.
Leur nombre est estimé à environ 1 million. Dispersés, les Druzes vivent surtout au Liban (où ils seraient entre 280 000 et 350 000, soit 4 % de la population), en Syrie (de 500 000 à 750 000 personnes,), et en Israël (environ 118 000 personnes). Les Druzes vivant en dehors du Proche-Orient sont estimés à environ 100 000[réf. nécessaire]. Au Liban, ils vivent principalement dans les montagnes du Chouf, la Beqaa de l'ouest, le Metn et la côte (Khaldeh et Chweifat).

## Religion

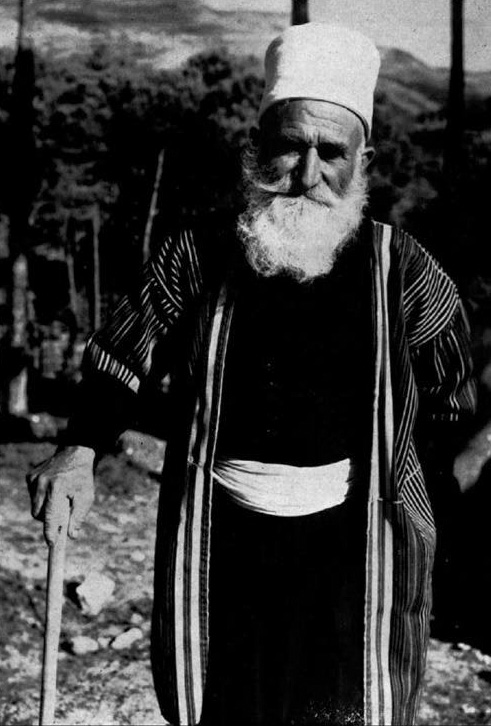
Autre forme de costume traditionnel, contemporain (Al cheikh Toufic Hilal - Jibaa el Chouf).

La doctrine développée par les Druzes est un  dérivé de l’ismaélisme. Officiellement nommée Din al-Tawhid (religion de l'unité divine), elle constitue une synthèse de divers courants religieux et intellectuels. Elle contient à la fois des éléments issus du mysticisme musulman et de la pensée coranique, autant que des éléments issus de religions perses et indiennes, du néoplatonisme, du gnosticisme et du messianisme. La discipline religieuse druze constitue un courant monothéiste par excellence et insiste sur l’unité absolue de Dieu[réf. nécessaire].
La doctrine des unitaires Druzes est secrète et n’est révélée aux fidèles qu’après divers degrés d’initiation. Certains affirment que les Druzes répandent cette idée afin de dissuader les gens de les questionner sur leur religion[réf. nécessaire]. Cette doctrine s’appuie sur la croyance en la métempsycose. En effet, certains versets du Coran sont parfois interprétés comme allant dans le sens de la métempsycose. Par exemple, sourate 2:28 (Al-Baqara) : « Comment pouvez-vous renier le Grand UN alors qu'Il vous a donné la vie, quand vous en étiez privés ? Puis Il vous fera mourir  ; puis Il vous fera revivre et enfin c'est à Lui que vous retournerez. »
Les Druzes rejettent la charia et les obligations rituelles qui en découlent. Au Liban, la communauté a été dirigée en partie par les familles Joumblatt et Hamadé : les cheikhs Hamadé, Farid Hamadé en particulier, descendant direct des Cheikhs Akl Druze, le cheikh Rachid, cheikh Hussein le fin stratège et l'ermite sage cheikh Mohammed 1er. Ils sont assimilés aux papes dans la religion chrétienne. Les cheikhs Akl Druze yazbakis (en) ont toujours représenté « un contre-pouvoir à l'hégémonie des Joumblattis souvent considérés comme des seigneurs de guerre ». Les cheikh Hamadé sont les descendants directs de l'imamat depuis le persan maître Hamza ben Ali.
La plus haute autorité religieuse et spirituelle est la Machyakhat al Akl, le cheikh Akl Druze.[réf. nécessaire] Il y a toujours eu un cheikh Akl Druze Yazbaki et un autre Joumblatti, aucune famille ne pouvant prétendre au monopole de la direction des affaires de la communauté. Aujourd'hui, la politique impose un seul Cheikh Akl qui a perdu son autorité. Le pouvoir que détenaient les Cheikhs Akl Hamadé était d'ordre initiatique, basé sur "La Sagesse". La communauté perd en quelque sorte son ressort proprement religieux remplacé par le pouvoir politique. Certains initiés résistent et maintiennent la tradition des cheikhs.
Antoine-Isaac Silvestre de Sacy a écrit en 1838 un Exposé de la religion des Druses.
Même si la foi s'est développée à l'origine à partir de l'isma'ilisme, la plupart des Druzes ne s'identifient pas comme musulmans,,. Certains Druzes, pour des raisons purement politiques, se revendiquent comme musulmans, une manière de dissimuler leur appartenance pour des raisons de survie. La majorité des différentes autorités religieuses des courants de l'islam ne les considère pas comme musulmans.

## Histoire
(mars 2025).

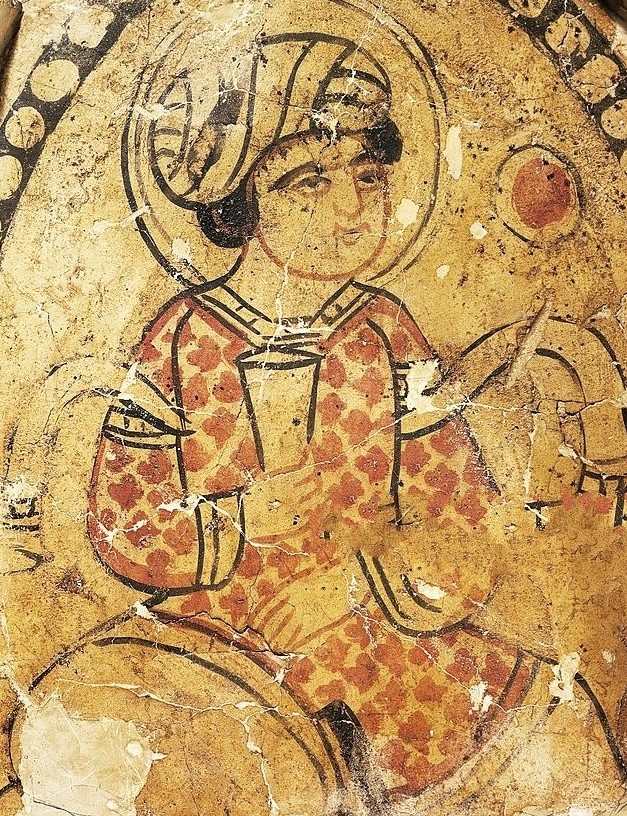
Fragment de fresque du XIe siècle découvert à Fustat, aujourd'hui conservé au Musée d'art islamique du Caire.

Deux ismaéliens sont à l'origine de la religion druze : un Persan nommé Hamza (985-1021), qui affirmait être le réceptacle de l’Intelligence universelle (aql), et un Turc nommé Muhammad al-Darazi (mort vers 1020), dont le nom est à l’origine du terme « Druzes », qui était l’un des vizirs du calife fatimide al-Hakim bi-Amr Allah (996-1021).
Hamza et Ad-Darazî fondèrent donc la secte des Druzes. Al-Hakim a disparu en 1021. Il n’est pas revenu d’une promenade nocturne aux environs du Caire dans les collines de al-Muqattam. Son corps n’a jamais été retrouvé. Certains de ses proches, regroupés autour du vizir Ad-Darazî, le proclamèrent occulté. Selon eux, le calife était la dernière et principale incarnation du prophète (maqâm), titre qu’il s’était d’ailleurs lui-même attribué en 1017. Al-Hakîm aurait encouragé cette tendance à le diviniser, au lieu de la combattre.
Hamza est l'auteur d'épitres qui fondent la base théologique du druzisme (réunies dans les Épîtres de la sagesse et parfois mentionnées sous le titre Livre des témoignages et des mystères de l'Unité).

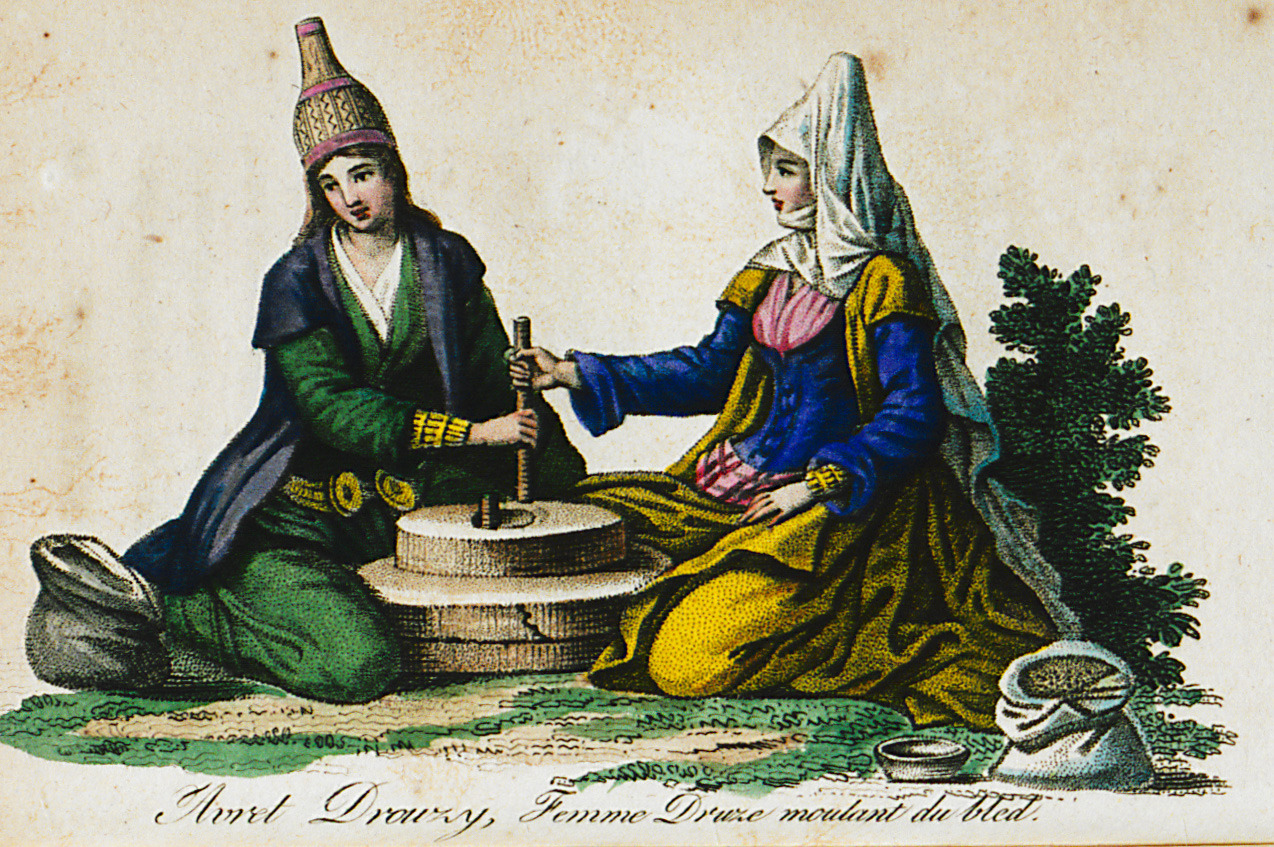
Femmes druzes - 1812.

Les Druzes furent soumis au tribut ottoman en 1588 par le sultan Murad III. Au XVIIe siècle, les Druzes sont tributaires de l’Empire ottoman mais, de fait, presque indépendants. Retirés dans les montagnes du Liban, ils se rendirent redoutables et résistèrent longtemps aux attaques des Turcs. C’est à l’émir druze, le prince Fakhreddine de la dynastie Maan, qu'est due cette résistance.
En 1837-1838, ils se révoltèrent également contre la tutelle égyptienne, la révolte du Hauran vit des massacres de part et d'autre. La Sublime Porte a accordé en 1842 un chef à leur communauté (système du millet).

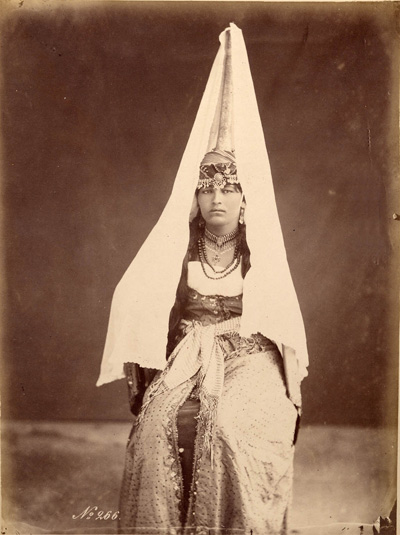
Jeune femme en costume traditionnel druze portant le tartur, Chouf, Liban, Vers 1870, par le photographe français Bonfils.

En 1832-1833, au décours de son voyage en Orient, le poète Lamartine avançait que les Druzes, avec les Maronites et les Métualis formaient la principale population du Liban. Dans une partie de son témoignage on peut lire : « Les Druzes avec les Métualis et les Maronites forment la principale population du Liban… Ils sont comme les Maronites… réfugiés dans les solitudes inaccessibles du haut Liban pour y défendre ses dieux et sa liberté. Ils ont prospéré... Au fond ce peuple est heureux. Ses dominateurs le craignent et n’osent s’établir dans ses provinces ; sa religion est libre et honorée ; ses couvents, ses églises, couvrent les sommets de ses collines ; ses cloches, qu’il aime comme une voix de liberté et d’indépendance, sonnent nuit et jour la prière dans les vallées ; il est gouverné par ses propres chefs, choisis par l’usage ou donnés par l’hérédité parmi ses principales familles… »,.
En 1909-1910, les Druzes se révoltèrent contre l'occupant ottoman et la Révolte du Hauran de 1910 fut réprimée dans le sang.
Les Druzes ont joué un rôle majeur durant la guerre civile libanaise entre 1975 et 1990 sous la conduite d'un de leurs dirigeants politiques, Kamal Joumblatt, fondateur du Parti socialiste progressiste libanais, puis de son fils Walid Joumblatt.
Bien qu'ayant tenté de prendre la tête de la majorité des Druzes libanais, Walid Joumblatt reste contesté par une frange importante de sa communauté. Farid Hamadé, descendant d'une lignée de Cheikhs Akl Druzes, fils du Cheikh Akl Rachid Hamadé, s'était allié aux partis chrétiens modérés, luttant pour une coexistence des communautés, lors de la guerre civile libanaise (1975-1990) et fut contraint à l'exil à l'achèvement de celle-ci. Il est décédé en France et inhumé au cimetière du Père-Lachaise. Le courant libéral, basé sur la fraternité entre les communautés, continue à exister et depuis quelques années reprend une place importante sur l'échiquier politique libanais en général et druze en particulier. Ce sont les enfants de cheikh Farid Hamadé, cheikh Maan Hamadé et cheikh Khaled Hamadé, qui portent aujourd'hui cette doctrine politique et ses valeurs ancestrales, en suivant les enseignements initiatiques de leurs ancêtres.
Lors de la guerre civile syrienne, de nombreux Druzes syriens participent aux manifestations contre le régime de Bachar el-Assad dans le gouvernorat de Soueïda. Un déserteur de l'armée syrienne, le major Khaldoun Zeineddine, forme un groupe rebelle : la brigade Sultan al-Atrach. Cependant les Druzes commencent à se détacher de la rébellion lors de la montée en puissance des factions islamistes. La mort de Jamal Ezzedine, un dignitaire druze assassiné par le Front al-Nosra en décembre 2012, marque une rupture. Khaldoun Zeineddine entre également en conflit avec les djihadistes, mais il est capturé avec plusieurs de ses hommes et expulsé vers la Jordanie ; il est finalement tué par les loyalistes près de Soueïda en janvier 2013. En juin 2015, 10 000 Druzes prennent les armes pour repousser une offensive rebelle sur l'aéroport militaire de Thaaleh. Cependant, si les Druzes sont hostiles aux rebelles et aux islamistes, le régime de Bachar el-Assad reste chez eux également impopulaire. Les Druzes acceptent d'apporter leur soutien au régime syrien, mais à la condition que les combattants de la communauté ne soient pas déployés en dehors de leur région.
À la mi-novembre 2018, Bachar el-Assad appelle les Druzes à effectuer leur service militaire, mais sans grand succès. En revanche, après la chute du régime Assad par une coalition islamiste sunnite venue au pouvoir, les représentants druzes négocient à Damas un « accord qui permettrait l'intégration de leurs groupes armés dans la future armée nationale ».
Des affrontements entre des groupes armés liés au nouveau pouvoir et des combattants druzes aux environs de Damas s'étendent à la localité de Sahnaya, près de Damas, où une partie de la population est druze, du courant chiite, faisant une trentaine de morts parmi elle, en avril 2025. 
Le 13 juillet, l'enlèvement d'un marchand de la minorité druze déclenche plusieurs jours d'affrontements meurtriers entre les milices druzes et les combattants bédouins sunnites dans le sud du pays. Israël qui multiplie les gestes d'ouverture envers cette communauté qui soutient l'État hébreu depuis 1948, victime ici de violences confessionnelles, menace « d'une intervention militaire si les nouvelles autorités syriennes, qui se sont engagées à protéger les minorités, s'en prenaient aux Druzes ».
Les 15 et 16 juillet 2025, l’armée israélienne bombarde les forces armées syriennes qui commençaient à pénétrer dans Soueïda, ville à majorité druze du sud de la Syrie. Cette intervention fait suite à des combats ayant fait quelques centaines de morts en trois jours. Elle s’accompagne de déclarations très fermes du ministre de la défense israélien, Israël Katz, rappelant que son pays ne permettrait pas de présence militaire dans le sud de la Syrie. L’armée israélienne procède également le 16 juillet à des frappes aériennes à Damas, notamment contre le quartier général militaire du régime syrien. Israël Katz déclare : « Comme nous l’avons clairement formulé, Israël n’abandonnera pas les Druzes en Syrie et imposera la politique de démilitarisation » au sud de la Syrie, annoncée lors de la chute de Bachar El-Assad.

## Démographie et géographie

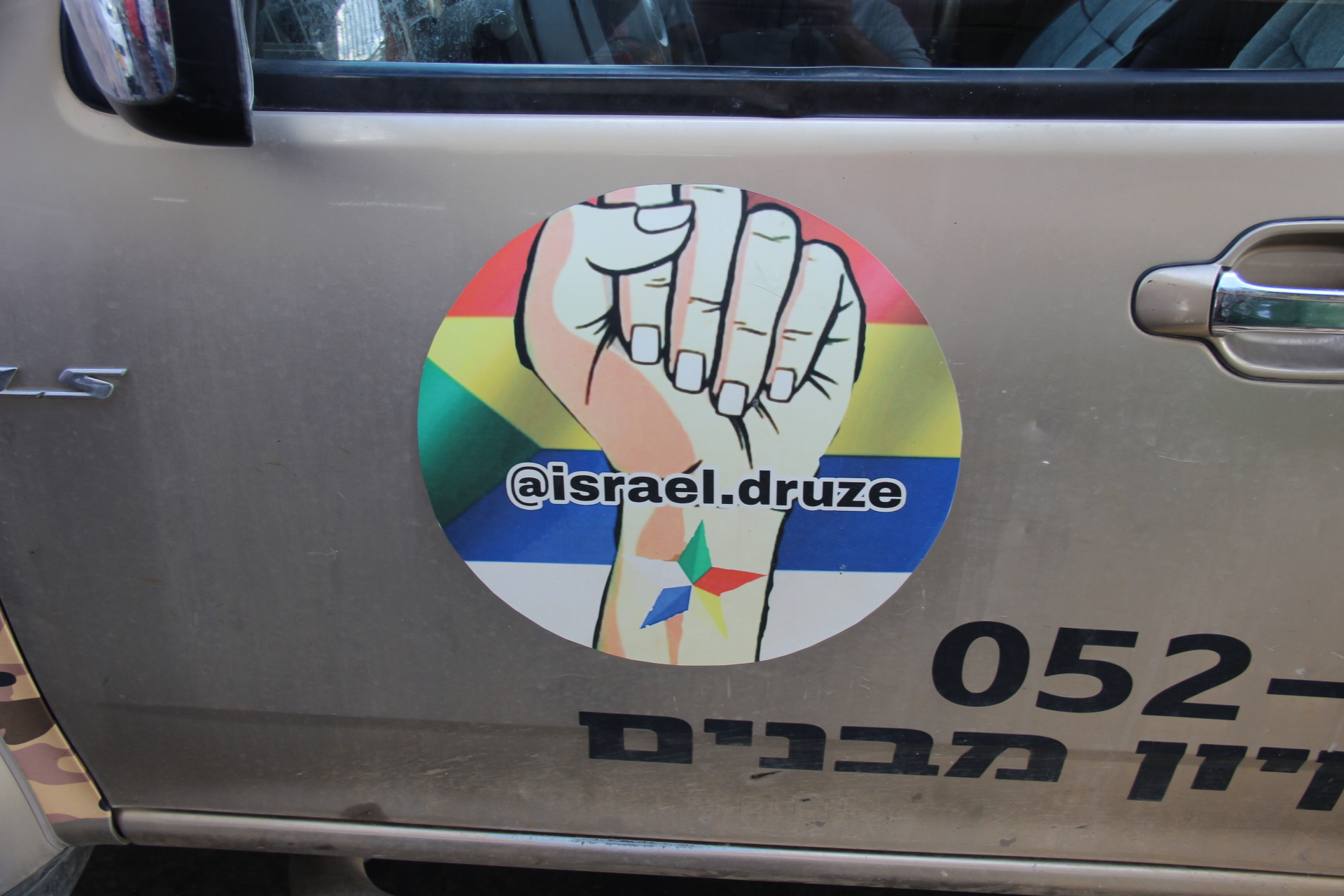
Symbole du partenariat druzo-israélien sur fond des couleurs du drapeau druze sur une voiture en Israël (2024)

Au Liban, les Druzes sont majoritaires dans le district d'Aley (53 %) et représentent la communauté la plus nombreuse dans le district du Chouf.
En Israël, leur nombre est estimé à environ 100 000 personnes, en 2017 et à près de 150 000 en 2022, où ils représentent 1.6 % de la population d'Israël. Ils sont principalement installés dans le nord de l'État d'Israël en Galilée.

## Symbolique des couleurs
Les Druzes fondent leur religion sur cinq principes cosmiques («al-Haad» au singulier - «al-Hudud» au pluriel - traduction littérale : limite), hiérarchisés. À chacun de ces principes est associée une couleur :
- le vert : l'esprit universel ou intelligence (al-Aql) ;
- le rouge : l'âme universelle (al-Nafs) ;
- le jaune : la parole ou le verbe (al-Kalima) ;
- le bleu : l'aile droite ou le précédent ;
- le blanc : l'aile gauche ou le suivant.

Ces couleurs peuvent être disposées en bandes verticales ou horizontales ou dans une étoile à cinq branches (étoile des Druzes).

## Personnalités druzes

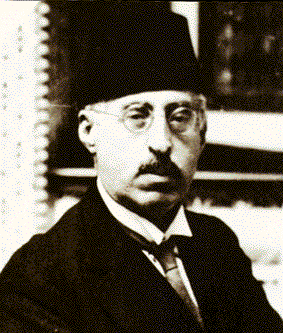
Chakib Arslan. Ce célèbre nationaliste arabo-islamique est à l'origine du journal La Nation Arabe.

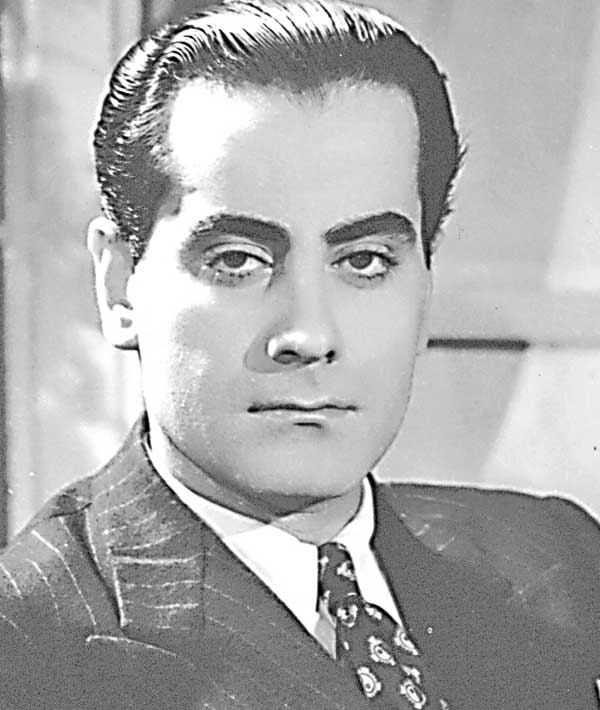
Farid El Atrache, un des plus importants noms de la musique arabe du XXe siècle.

- Chakib Arslan (1869-1946, émir et théoricien du panislamisme)
- Magid Arslane (1908-1983, émir)
- Emin Arslan (1868-1943) (émir, consul général ottoman à Bruxelles, Paris et Buenos Aires, écrivain)
- Talal Arslan (1965-, homme politique libanais)
- Kamal Joumblatt (1917-1977, homme politique)
- Walid Joumblatt (1949-, homme politique)
- Asmahan (1912-1944, chanteuse)
- Sultan el-Atrache (1891-1982, homme politique)
- Farid El Atrache (1910-1974, chanteur)
- Fahd Ballan (1933-1997, chanteur)
- Marwan Hamadé (1939-, homme politique)
- Farid Hamadé (1925-1999, homme politique)
- Ghazi Aridi (1954-, homme politique)
- Samih al-Qâsim (1939-2014, poète)
- Fayçal al Kacim (1961-, journaliste)
- Ziad Takieddine (1950-, homme d'affaires)
- Amal Alamuddin (1978-, avocate)
- Ayoub Kara (1955-, homme politique, député et ancien vice-ministre)
- Khaled Aljaramani (1972-, musicien)
- Jumana Murad (1973-, actrice)
- Issam Zahreddine (1961-2017, militaire syrien)
- Tareck El Aissami (1974-, homme politique vénézuélien)
- Nazira Zain al-Din (1908-1976, militante et écrivaine libanaise)

### Littérature druze
- Rasāʾil al-Ḥikma (Épîtres de la sagesse, début du XIe siècle) : Daniel De Smet, Les Épîtres sacrées des Druzes. Rasāʾil al-Ḥikma, vol. 1 et 2, introduction, édition critique et traduction annotée des traités attribués à Ḥamza b. ʿAlī et Ismāʿīl al-Tamīmī, Louvain, Peeters, coll. « Orientalia Lovaniensia Analecta », n° 168, 2007.

### Études sur les druzes
- L'Association d'étude et d'information sur les mouvements religieux fournie une bibliographie, dont une partie concerne les Druzes, sur son site : [PDF] Travaux de recherche ou d’intérêt documentaire
- Aharon Layish, Marriage, divorce and succession in the Druze family, Leiden, Éditions Brill, 1982
- Kais Firro,  A History of the Druzes, Leiden, Éditions Brill, 1992
- (en) Syncretistic Religious Communities in the Near East: Collected Papers Od the International Symposium "Alevism in Turkey and Comparable Syncretistic Religious Communities in the Near East in the Past and Present" Berlin, 14-17 April 1955, Krisztina Kehl-Bodrogi, Barbara Kellner Heinkele, Anke Otter Beaujean, Éditions Brill, 1997
- Isabelle Rivoal, Les Maîtres du secret : ordre mondain et ordre religieux dans la communauté druze en Israël, Paris, Éditions de l’École des hautes études en sciences sociales, 2000, 427 p.
- Fuad Khuri, Being a Druze, Londres, The Druze Heritage Foundation, 2004, 295 p.
- Jad Hatem, Dieu en guise d'homme dans le druzisme, Paris, Librairie de l'Orient, 2006